# Jim Risch
Jim Risch (Milwaukee, 1943. május 3. –) az Amerikai Egyesült Államok szenátora (Idaho, 2009 –). A Republikánus Párt tagja.